# Tipula leucosticta
Tipula leucosticta är en tvåvingeart som beskrevs av Alexander 1934. Tipula leucosticta ingår i släktet Tipula och familjen storharkrankar. Inga underarter finns listade i Catalogue of Life.